# Castelbaldo
Castelbaldo är en ort och kommun i provinsen Padova i regionen Veneto i Italien. Kommunen hade 1 501 invånare (2018).